# Bárány István (úszó)

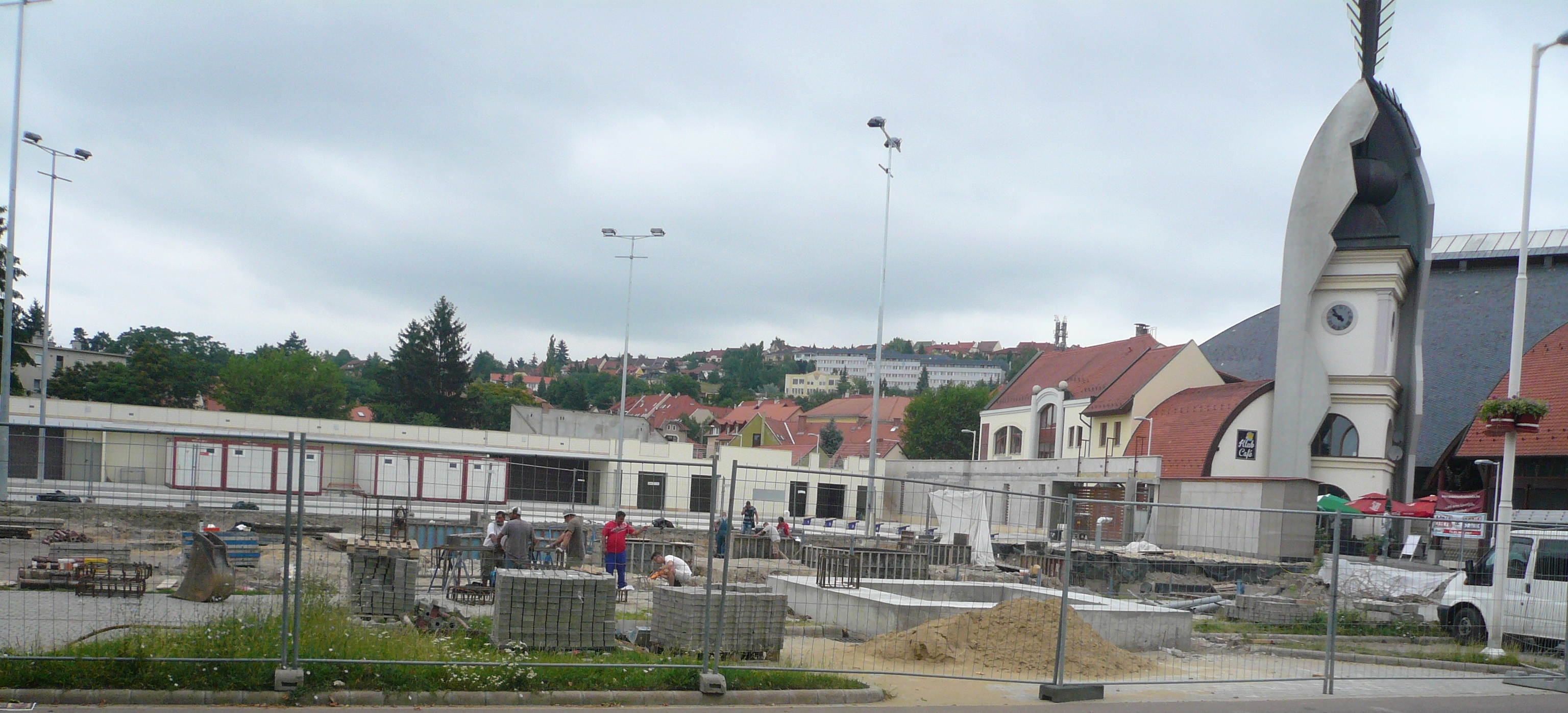
A Bárány-uszoda átépítése 2017-ben

Bárány István (Eger, 1907. december 20. – Budapest, 1995. február 21.) olimpiai ezüst- és bronzérmes, Európa-bajnok úszó, mesteredző, sportvezető, szakíró, 1931-től 1941-ig Oberschall Magda művészettörténész férje.

## Tanulmányai
1926-ban végzett a Bécsi Kereskedelmi Akadémián. 1925-től az egri érseki jogakadémia hallgatója volt. 1929 június 29.-én avatták Államtudományi Doktorrá a pécsi Erzsébet-Tudományegyetemen. Értekezése a  "A pápa nemzetközi jogalanyisága" című műve. Majd 1930-ban a pécsi Erzsébet Tudományegyetemen jogi doktori oklevelet szerzett. 1928-tól 1930-ig a párizsi Alliance Française, illetve az Hautes Internationales  hallgatója volt. 1956-ban a Testnevelési Főiskola Sportvezető és Edzőképző Intézetében úszóedzői, 1961-ben úszómesteredzői képesítést szerzett.

## Sportolói pályafutása
1920-tól a MOVE Egri SE úszója és vízilabdázója volt. Kiemelkedő sporteredményeit úszásban érte el. 1924-től 1932-ig szerepelt a magyar válogatottban. Elsősorban 100 méteres gyorsúszásban elért eredményeivel vált ismertté. Az 1926. évi Európa-bajnokságon a számban aranyérmet nyert és ezzel ő lett a magyar úszósport első Európa-bajnoka. Később még két egyéni és egy váltó Európa-bajnoki címet szerzett. 1928 és 1930 között háromszor döntötte meg a szám Európa-csúcsát. Ő az első európai úszó, aki a távot egy percen belül tette meg. 1930-ban 200 méteres gyorsúszásban is Európa-rekordot úszott. Három olimpián vett részt, 1928-ban legjobb európaiként szorult az egyesült államokbeli Johnny Weissmuller mögött a második helyre. Az 1932. évi olimpián – elsősorban az anyagi nehézségei miatt vállalt bemutatóversenyek miatt – nem tudott képességeinek megfelelően szerepelni. Számos nemzetközi versenyen végzett az első helyen, 1925 és 1930 között öt alkalommal lett a párizsi Grand Prix győztese. Pályafutása alatt összesen huszonhét magyar bajnoki címet szerzett, 1982-ben megkapta a Magyarország örökös úszóbajnoka címet. Az aktív sportolástól 1932-ben vonult vissza.
Bár nem nyert olimpiai bajnoki címet, a magyar úszás nagy egyéniségei között tartják számon. 1978-ban az Úszó Hírességek Csarnoka tagjává választották.

### Sporteredményei

#### Olimpiákon
- olimpiai 2. helyezett:
  - 1928, Amszterdam: 100 m gyors (59,8)[5]
- olimpiai 3. helyezett:
  - 1932, Los Angeles: 4 × 200 m gyorsváltó (9:31,4 – Szabados László, Székely András,  Wanié András)
- olimpiai 4. helyezett:
  - 1928, Amszterdam: 4 × 200 m gyorsváltó (9:57 – Tarródi Szigritz Géza, Wanié András, Wanié Rezső)

#### Európa-bajnokságokon
- négyszeres Európa-bajnok:
  - 1926, Budapest: 100 m gyors (1:01)
  - 1931, Párizs: 
    - 100 m gyors (59,8)
    - 400 m gyors (5:04)
    - 4 × 200 m gyorsváltó (9:34,8 – Szabados László, Székely András, Wanié András)
- kétszeres Európa-bajnoki 2. helyezett:
  - 1926, Budapest: 4 × 200 m gyorsváltó (10:03,4 – Bitskey Zoltán, Szigritz Géza, Wanié András)
  - 1927, Bologna: 100 m gyors (1:03,2)
- Európa-bajnoki 3. helyezett:
  - 1927, Bologna: 4 × 200m gyorsváltó (10:03,6 – Szigritz Géza, Wanié András, Wanié Rezső)

#### Nemzeti és nemzetközi bajnokságokon
- ötszörös Grand Prix- győztes:
  - 100 m gyors: 1925–1927, 1929, 1930
- angol bajnok:
  - 100 yard gyors: 1925
- huszonhétszeres magyar bajnok:
  - 100 m gyors: 1925–1932
  - 200 m gyors: 1926–1932
  - 400 m gyors: 1931, 1932
  - 4 × 200 m gyors: 1924–1929, 1931
  - 3 × 100 m vegyes: 1924, 1928, 1929

### Rekordjai

#### 50 m gyors
- 26,4 (1925. június 4., Budapest) országos csúcs (33 m)
- 26,2 (1926. június 13., Tata) országos csúcs
- 26,0 (1929. augusztus 11., Szolnok) országos csúcs

#### 100 m gyors
- 1:02,8 (1924. augusztus 19., Budapest) országos csúcs (33 m)
- 1:01,0 (1925. szeptember 13., Budapest) országos csúcs (33 m)
- 1:00,8 (1928. június 10., Budapest) országos csúcs
- 1:00,0 (1928. július 22., Budapest) országos csúcs
- 59,8 (1928. augusztus 11., Amszterdam) Európa-csúcs
- 59,6 (1929. augusztus 4., Budapest) Európa-csúcs
- 58,6 (1929. október 29., München) Európa-csúcs (25 m)
- 58,4 (1931. május 12., Budapest) Európa-csúcs (33 m)

#### 200 m gyors
- 2:22,6 (1926. augusztus 11., Budapest) országos csúcs
- 2:20,6 (1928. június 9., Budapest) országos csúcs
- 2:19,4 (1929. augusztus 20., Budapest) országos csúcs
- 2:17,8 (1930. március 2., Berlin) országos csúcs (33 m)
- 2:16,0 (1930. március 23., Brugge) Európa-csúcs (25 m)

#### 400 m gyors
- 5:17,6 (1929. június 2., Pécs) országos csúcs
- 5:17,0 (1929. július 21., Bologna) országos csúcs
- 5:13,4 (1931. május 24., Eger) országos csúcs
- 5:00,6 (1931. május 30., Budapest) országos csúcs (33 m)

#### 100 m hát
- 1:12,4 országos csúcs

## Sportvezetői és edzői pályafutása
1933-tól – Kugler Sándort váltva – a magyar válogatott csapatkapitánya lett. A magyar úszók az ő irányítása alatt vettek részt a berlini olimpián. A posztot 1939-ben Csik Ferencnek adta át. A második világháború után a Sportlétesítmények Vállalat alkalmazottja lett. Az 1950-es években kiemelkedő érdemeket szerzett a magyarországi csoportos úszásoktatás megvalósításában. 1956-tól 1960-ig a Magyar Úszó Szövetség főtitkára volt. Az 1960-as években sporttanfolyamokat vezetett.

## Szakírói pályafutása
Már aktív sportolóként jelent meg úszással kapcsolatos szakkönyve. 1930-tól 1943-ig a Pesti Napló sportrovatának munkatársaként is tevékenykedett. 1939-ben megalapította a Képes Sport című lapot, amelynek 1944-ig főszerkesztője volt. Az 1950-es évek közepén a Főiskolai Sport című lapot szerkesztette. Az 1957-ben megjelent, A gyermekek úszásoktatása című könyvét angol, lengyel, német és orosz nyelvre is lefordították. 1960-tól 1964-ig a Sport és Tudomány című lap tördelőszerkesztője, 1966-tól 1990-ig az Úszósport című lap felelős szerkesztője volt. Élete utolsó éveire is aktív maradt, 1991-től a Vízipóló című lapot szerkesztette, illetve a Révai új lexikona munkatársa lett.

### Főbb művei
- A sportszerű úszás (Budapest, 1929)
- Az úszásoktatás elmélete (kézirat, Budapest, 1934)
- A berlini olimpia zsebkönyve (társszerző, Budapest, 1936)
- A tömeges úszásoktatás (Budapest, 1954)
- A magyar úszósport útja (Budapest, 1955)
- A gyermekek úszásoktatása (Budapest, 1957)
- Az úszás, műugrás, vízilabdázás kézikönyve (társszerző: Bakó Jenő, Balla Béla, Brandi Jenő, Bánki Zoltán, Budapest, 1960)
- Úszás, műugrás, vízilabdázás (társszerző: Balla Béla, Schlenker Antal, Budapest, 1966)
- Úszás, műugrás: 1977–1980 (Budapest, 1978)
- Szerelmes bajnokok (Budapest, 1986) – ISBN 963-7543-59-7
- Versenyben Tarzannal: Bárány István sporttörténetei (Budapest, 1984) – ISBN 963-7542-86-8
- ISBN 963-253-311-9

## Díjai, elismerései
- Magyar Népköztársasági Sportérdemérem bronz fokozat (1956)[7]
- Emlékét ápolja szülővárosában, Egerben a Dr. Bárány István Sportuszoda.
- A magyar úszósport halhatatlanja (2024)[8]